# Catedral de Gibraltar
A Catedral de Santa Maria Coroada (em inglês:  Cathedral of St. Mary the Crowned) é uma das oito igrejas católicas em Gibraltar.

## História
Deixando Portugal para o exílio, Rainha Amélia e D. Manuel II de Portugal fui a  Catedral de Santa Maria Coroada, 9 de outubro de 1910, eles vieram para Gibraltar antes de irem para a Inglaterra.